# Karl Franz Lubert Haas
Karl Franz Lubert Haas (* 12. August 1722 in Kassel; † 29. Oktober 1789 in Marburg) war ein deutscher Historiker, Theologe, Philosoph und Kirchenhistoriker.

## Leben
Haas’ Vater, der als Lehnssekretär in Kassel gearbeitet hatte, starb, als Haas 14 Jahre alt war. Unterrichtet wurde er sowohl privat als auch auf Schulen in seiner Heimatstadt. Im Jahr 1739 besuchte Haas die Universität Rinteln; im nächsten Jahr bezog er die Universität Marburg, wo er Geschichtswissenschaften und danach Theologie studierte. Ostern des Jahres 1748 begann Haas in Marburg mit Vorlesungen über Geschichte. Im März des Jahres 1754 erlangte er eine außerordentliche Professur der Philosophie und im Mai des nächsten Jahres eine ordentliche Professur in Marburg. 1758 wurde Haas zusätzlich Professor der Kirchengeschichte. Die Leitung der Universitätsbibliothek Marburg wurde ihm 1778 übertragen.

## Werke
- Lebensbeschreibung des berühmten Heinrich Horchens aus Hessen, ehemaligen öffentlichen Lehrers der Gottesgelahrtheit zu Herborn (Kassel 1769)
- Anmerkungen über die hessische Geschichte von Landgraf Henrich I. bis auf das Jahr 1434 (Frankfurt am Main 1771)
- Versuch einer hessischen Kirchengeschichte der alten und mittleren Zeiten (Marburg, Frankfurt und Leipzig 1782)
- Vermischte Beiträge zur Geschichte und Litteratur (Marburg 1784)